# Bote del Museo de Victoria y Alberto
El bote del Museo de Victoria y Alberto, también llamado píxide del Museo de Victoria y Alberto, es una urna de marfil de elefante, que data de la época del Califato Omeya en la península ibérica, territorio llamado Al-Ándalus. Está considerado como una de las joyas de los marfiles hispanomusulmanes.

## Historia

### Origen
El píxide fue tallado en el Califato de Córdoba, por un artista desconocido entre los años 969 d. C. y 970 d. C. para Ziyad ibn Aflah, prefecto de las fuerzas del orden de Córdoba bajo el califa al-Hakam II, y destaca por su increíble detalle y finura en la ejecución.

## Características
- Forma: cilíndrica con la tapa hemiesférica.
- Material:Fabricada en plata y  marfil de elefante mediante las técnicas de fundido a molde,nielado y talla rehundida.
- Dimensiones: 12 centímetros de altura y 10,3 centímetros de diámetro.
- Se abre y se cierra mediante dos charnelas

## Descripción
Es una urna o arqueta con forma cilíndrica, en la parte superior se aprecia que tiene una tapa cónica rota en una parte, coronada por un broche de plata nielada. Ambos elementos se articulan por medio de una bisagra de plata trabajada a buril y con esmalte negro. Se observan dos cenefas de cordoncillo, una situada en la parte superior y la otra se sitúa en la parte inferior, estas cenefas tienen la función de englobar toda la decoración. La pieza está tallada sobre un cilindro de colmillo de elefante.
Este píxide tiene longitud en los ejes verticales, tallos, palmas y hojas dispuestas en espejo. En esta vegetación rigurosa se sitúan medallones con hombres representados. Las florecillas de cuatro o seis pétalos con botón central son un elemento característico del clasicismo cordobés. Toda la decoración está ejecutada en una labor profunda de corte en pico, con  estriados en los tallos y las hojas biseladas. Este tipo de decoración se mezcla ataurique y animales, esto se empleaba en los objetos destinados a las mujeres de la familia del soberano o de los príncipes. La tapa en la que hay una inscripción cúfica  también tiene decoración vegetal con perros y carneros afrontados. Esto representa una primicia en el arte cordobés, el cual después de esto será habitual. La composición destaca como la talla de las escenas presentan un fuerte claroscuro. Por ello destaca la maestría y la fina ejecución de los motivos decorativos arabescos. Esta pieza refleja el refinamiento de la alta sociedad y de los soberanos andalusíes en la época del califato de Córdoba, estos a veces sobrepasaban el lujo de la sociedad.
El marfil de elefante es de importación lo cual muestra la importancia de las relaciones comerciales durante el periodo del califato Omeya de Córdoba. El marfil del Ándalus era importado principalmente de África, este era un material muy caro por lo que estaba reservado para personajes de la alta sociedad.
La pieza adopta la denominación de su procedencia, ya que es encontrada en la catedral de Zamora en la cual se usó de relicario donde contenía "Piedras de los Santos lugares".